# Зренянин, Жарко
Жа́рко Зре́нянин (серб. Жарко Зрењанин; 11 сентября 1902 года, Австро-Венгрия — 4 ноября 1942 года, дер. Павлиш, нацистская Германия) — член ЦК Коммунистической Партии Югославии, секретарь Воеводинского райкома КПЮ, организатор народного восстания в Воеводине. За заслуги в организации революционного рабочего движения Воеводины 5 декабря 1944 года провозглашён народным героем. Со 2 октября 1946 года город Петровград носит его имя. В его честь также названы начальная школа и библиотека. Дядя Предрага Миличевича.

## Биография

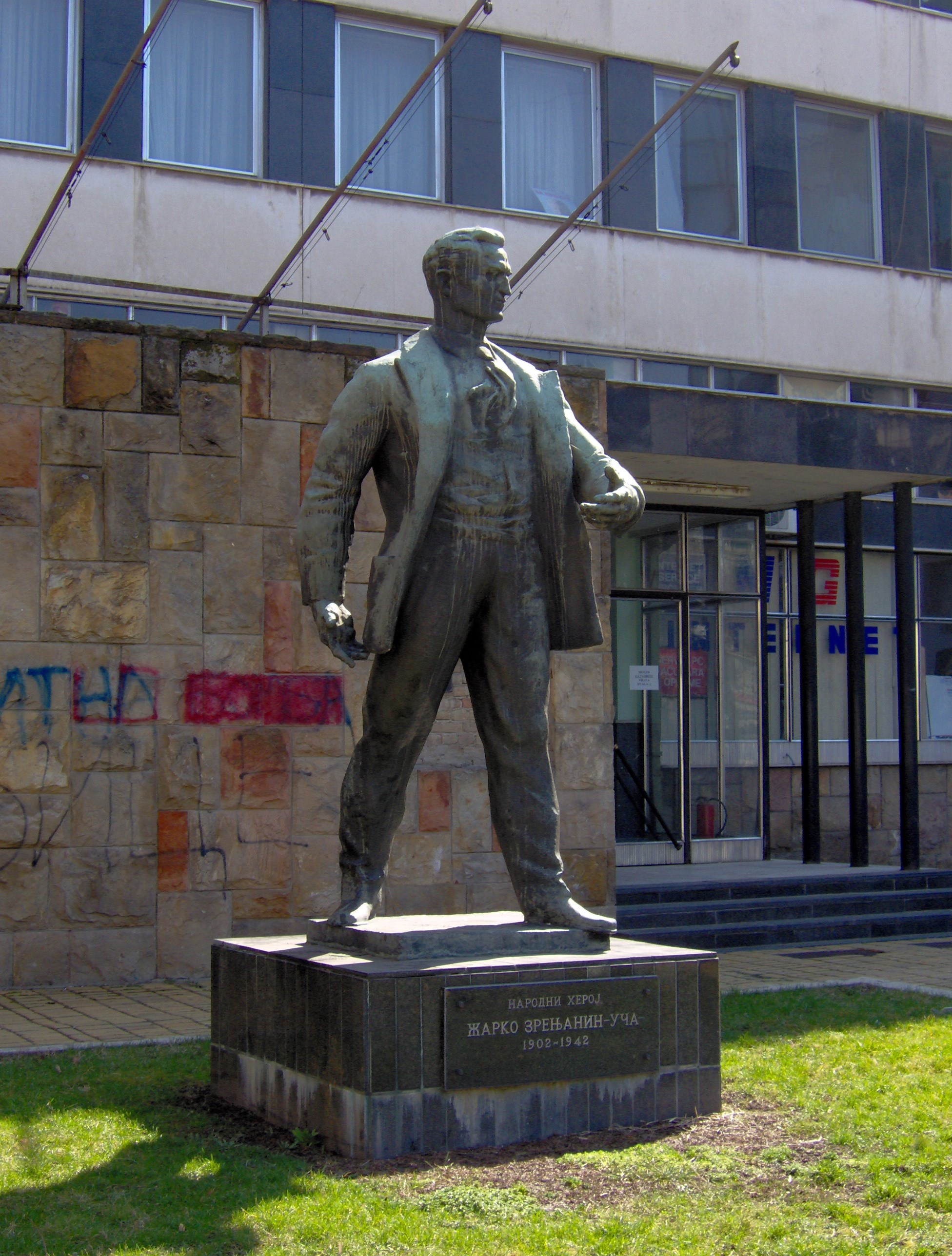
Памятник Жарко Зренянину, воздвигнут в 1952 году на Площади Свободы в Зренянине, в 1964 году перемещён на место перед домом заседаний Общинного комитета КПЮ

Родился 11 сентября 1902 года в селе Избиште общины Вршац в бедной крестьянской семье. Начальную школу окончил во Вршаце, позже учился в гимназиях Сегеда, Белой-Црквы и Панчево. Окончил учительскую школу в Сомборе в 1923 году. Ещё студентом присоединился к молодёжному революционному движению.
С 1923 по 1926 год работал учителем в селе Канатларцы (община Прилеп). В 1926 году впервые вступил в конфликт с представителями власти из-за своих убеждений, несколько раз был арестован. В июле 1926 года вновь оказался в родном селе Избиште, где организовал курсы для неграмотных, открыл университет и основал в сёлах общественные библиотеки и читальни. Сотрудничал с педагогическими и просветительскими журналами, занимался политикой. Также больше года Жарко был председателем учительского сообщества Бела-Цркванской общины.
В 1927 году стал членом Коммунистической Партии Югославии, основал первое отделение партии в Избиште. В 1930 году избран секретарём Южнобанатского комитета КПЮ.
В своём доме в Избиште создал небольшую нелегальную типографию, в которой в феврале 1933 года был отпечатан первый номер «Лениниста» (серб. Лењинист), официальной Южнобанатской партийной газеты КПЮ. Большую часть передовиц и статей писал сам. Всего вышло три номера.
В апреле 1933 года типографию обнаружила полиция, и Жарко был осуждён Судом Защиты Государства на три года каторжных работ в Сремской Митровице и Лепоглаве. Вместе с Моше Пьяде и Иваном Милутиновичем и другими известными коммунистами Зренянин боролся за права политических осуждённых, участвуя в забастовках и прочих публичных акциях.
Вышел на свободу 6 апреля 1936 года. Сразу возобновил политическую деятельность, связался с Белградскими коммунистами и партийным представительством во Вршце. В июле 1936 года вновь избран секретарём Южнобанатского комитета КПЮ, а в сентябре того же года избран в Покраинный комитет КПЮ в Воеводине. С 1936 по 1941 год задерживался полицией пять раз и отбывал сроки в Петровграде и Белграде.
В годы войны был одним из наиболее известных активистов КПЮ. Кроме организационной партийной работы, проводил агитацию и пропаганду коммунистических идей среди населения, а также в своих работах освещал национальные, аграрные и другие проблемы. Поэтому во Временном Руководстве КПЮ Воеводины в конце 1938 года стал секретарём, а в феврале 1939 года — секретарём Покраинного комитета КПЮ в Воеводине и на этой должности пробыл до самой смерти.
В июне 1939 года участвовал в съезде руководителей КПЮ в Тацне (Словения). С июня по декабрь посетил партийные отделения КПЮ в Воеводине. Стал членом Партии Рабочего Народа Воеводины, а также одним из авторов труда «Платформы», в котором была высказана мысль о том, что Воеводина в новой Югославии станет «самостоятельной областью, с принятием во внимание её особой экономической, социальной и национальной структуры».
4 мая 1940 года задержан и заключён в Петровградскую тюрьму, из которой вышел через пять месяцев (4 октября 1940). В сентябре, несмотря на пребывание в заключении, был избран секретарём Покраинного Собрания КПЮ в Воеводине и делегатом Пятого Земельного Собрания КПЮ, на котором был впоследствии избран членом ЦК КПЮ.
В декабре 1940 года издаёт нелегальную партийную газету «Правда» (сербохорв. Истина), в которой публикует множество своих статей, а в январе 1941 года издаёт газету «Рабочий» (сербохорв. Трудбеник). Во время мартовского путча руководил антифашистскими демонстрациями в Панчеве и Вршце. Участвовал в майском съезде КПЮ в Загребе, а затем занимался подготовкой к обороне Воеводины. Создал партизанские отряды в Банате.
Гестапо много раз  пыталось поймать «красного генерала» (так нацисты называли Зренянина). В начале ноября 1942 года Тито пригласил Жарко приехать в западную Боснию, чтобы присутствовать на первом заседании АВНОЮ. Когда Зренянин был уже готов ехать в Боснию через Срем, на него донесли нацистским войскам. Убит 4 ноября 1942 года в селе Павлиш.